# フルハウス (1987年のテレビドラマ)
『フルハウス』（原題：Full House）は、アメリカで製作されたシチュエーション・コメディ（テレビドラマ）。ABCテレビで1987年から1995年にかけて全192話が放送された。制作はロリマー・テレビジョン。妻を事故で亡くした男が、男友達に助けられながら子育てをしていく物語である。

## 概要
第1シーズンは1987年9月22日から金曜午後8時枠で放送が開始された。初めは視聴率は振るわず打ち切りも検討されたが、徐々に人気を博していった。シーズン8まで全192回を数え、本放送は1995年5月23日に終了した。
1990年代には世界各地で放送が開始される。コメディでありながらも家族や友人の大切さ、愛の大切さなどを語るドラマでもあり、番組前半では笑いを誘い、後半では涙を誘う。また児童虐待、喫煙、飲酒、性、死などの問題を扱うエピソードもある。なお、本作は全エピソードがTV-G（全年齢対象）の評価を受けた。
アメリカのABCファミリーでは2003年から2013年まで再放送されていた。2015年現在はニコロデオン系列のNick at Niteにて再放送されている。また、同じくニコロデオン系列のTeenNickでも2009年から2012年まで再放送されていた。
2015年には本作のスピンオフドラマ『フラーハウス』（Fuller House）の制作が発表された。2016年2月26日よりNetflixにて配信が開始された。なお、ミシェルを演じたオルセン姉妹は諸事情により出演が見送られている。

## 日本での放送
日本ではNHK教育テレビ（Eテレ）で1993年4月7日から放送を開始し1997年2月12日までに全192話を放送（毎週水曜日）、その後も1997年4月から2001年1月までと、2005年4月から2009年9月まで（休止期間あり）の計2回再放送されている。
衛星放送ではディズニー・チャンネルとLaLa TVで放送されていた。
インターネットでは、2016年2月26日からNetflixで、スピンオフ『フラーハウス』と同時に全話一斉に配信されていたが、日本での配信は2024年3月31日を最後に配信終了した。また、2016年7月19日からはAbemaTVで配信を開始した。以降配信されないものの5年間毎日放送が行われていたが2020年4月17日を最後に配信終了。
本作終了後にNHK教育テレビで放送されたシットコムの吹き替え声優が本作をよく視聴していたことを語ることが多く、『iCarly』（2010 - 2016年）の水樹奈々、『ビクトリアス』（2012 - 2014年）の貫地谷しほり、『超能力ファミリー サンダーマン』（2014年 - 2019年）の桜庭ななみが本作をよく視聴していたと話している。特に『サンダーマン』についてはジェシー役の堀内賢雄、ベッキー役の佐々木優子の夫婦（ヒロインの両親）役共演についても言及されている。

## あらすじ
サンフランシスコに住むタナー夫妻には10歳のD.J.と5歳のステファニー、そして生後9か月のミシェルの3人の娘がいたが、不幸にも妻パメラが交通事故で亡くなってしまう。夫ダニーは親友ジョーイと義弟ジェシーに協力してもらって、男手だけで子育てすることに。
ダニーはテレビ局でキャスターをしていて昼間は家にいないので、その間は、子供好きなコメディアンのジョーイと、エルヴィス・プレスリーを崇拝するミュージシャンのジェシーが子どもの面倒をみる。3人の娘に手を焼きながらも、2人は次第に父親らしくなっていく。
シリーズ中盤にはジェシーの妻のレベッカ、2人の子供の双子・ニコラスとアレクサンダー、近所に住むD.Jの親友となるキミーとボーイフレンドのスティーブなどが加わり、タナー家はフルハウス（満員という意味。「父親が2人・娘が3人」という初期設定から、ポーカー役のフルハウスとも引っ掛けている）になっていくのだった。

## 登場人物

### メインキャラクター
ジェシー・カツォポリス （Jesse Katsopolis）
演 - ジョン・ステイモス、日本語吹替 - 堀内賢雄
本作における主人公の一人。第1話では24歳の設定。ダニーの亡妻パメラの弟。ダニーとは義理の兄弟である。また、第4シーズンでレベッカ・ドナルドソンと結婚、二児（ニコラスとアレキサンダー）をもうける。
愛称は「ジェス（Jess）」（日本語版では使用されず、殆ど『ジェシー』に置き換えられている）。子供たちからは「ジェシーおじさん（Uncle Jesse)」と呼ばれる。逆にジェシーは子どものことを”munchkin” と呼ぶ。元々はハーミス（ヘルメスの英語読み）という名前であった。ジェシーの祖父が山火事の発生を、ふもとの町までいち早く知らせたことから、オリュンポス十二神のヘルメスの俊足にちなんでつけられた名前であったが、学校でからかわれ名前をジェシーに変えた。
本業はミュージシャン で、第5シーズンにおいて念願のCDデビューを果たし、日本のCDランキングで1位を記録した（作中での話）。バンド「ジェシー&・ザ・リッパーズ」のリーダーだったが、第8シーズン1話「コメットの恋路」でバンド活動が疎かになっていることを理由にクビになる。また、副業として父親の経営する害虫駆除業者を手伝ったり、ジョーイと一緒に広告業やラジオの仕事をしたり、前の店主から譲り受けた「スマッシュクラブ」のオーナーを務めたりしている。
最初は2 - 3か月タナー家で手伝いをするつもりだった。当初は特に子供好きというわけでもなく、子供達の世話に縛られたくないという思いからタナー家を飛び出すこともあったが、次第に家族との距離が縮まり、気付けばタナー家の住人になってしまった。初期のころはジェシーの両親が子どもたちのためにベビーシッターに来ることも頻繁にあった。ジェシーが初期で使っているマグカップの側面には「I ♥ my uncle.」と書かれている。
若い頃は結構な悪ガキで、ワイルドな一面があったらしい。仲の良い姉を駆け落ちで連れ去ってしまったため、ダニーのことを最初は快く思っていなかったようで、アバラを折ってしまったこともある。
3人の子どもたちの中でも特にミシェルを溺愛しており、非常に仲が良い。ミシェルが寝る前におやすみのキスをしてあげるのはジェシーの役目といって良いほどであり、ミシェルのために作曲したりもする。レベッカとの結婚直後ほんの一時だけレベッカの家へ引っ越して暮らしていたが、結局はミシェルを恋しがるあまり、すぐに夫婦ともどもタナー家へ戻って来てしまった。
エルヴィス・プレスリーの大ファンであり、エルヴィスと同様"Have mercy."が口癖。その他に「命令形+huh?」と言う口癖があり、姉のパメラも同様の口調である。
プレイボーイで毎日自慢のマレット・ヘアを丹念にセットしていたが、ある日ステファニーが（遊びで）経営するビューティーステファニーにしょうがなく付き合っていたところ、ステファニーがうっかり切ってしまい、それ以降はずっと同じ髪型でいる。
ダニー、ジョーイと同じ小学校の出身で、2人の後輩にあたる。学生時代にはコーラス部に所属していた。高校時代、「明日は卒業だ!」と息巻いて大型バイクで体育館に乗り込むエピソードがあったが、後のエピソードでは授業放棄で退学したことになっている。第6シーズンにおいて11年ぶりに定時制の高校に復帰し、立派に卒業した。
バイクを乗り回しているおかげか、自動車などの機械関係について詳しい。その一方、スポーツは滅法苦手で（ダニーとジョーイとは逆）、知識やルールもほとんどわからない。また、文学作品の話にもついていけない。
レベッカとは、プレスリーのことやレベッカの故郷ネブラスカ州のことなど、些細なことでよく夫婦喧嘩になる。ジェシーが負けることも多いが、お互いに妥協しあうことをモットーとしているため、夫婦仲は円満である。ニッキーとアレックスが生まれた時は髪を保たせるために髪を切らせなかったり、エルヴィスファンにさせようとするほど親バカである。
愛車はフォード・マスタングコンバーチブル。
ダニエル・アーネスト・タナー （Daniel Earnest Tanner）
演- ボブ・サゲット、日本語吹替 - 大塚芳忠
本作における主人公の一人。タナー家3姉妹の父親。亡き妻パメラとは駆け落ちの末、結婚している（怒ったジェシー（当時13歳）に殴られアバラを折られる）。パメラとの間に三人の娘（D.J.、ステファニー、ミシェル）をもうける。ウェンディーという妹がおり、第5シーズンではジョーイとデートをしている。
愛称は「ダニー（Danny）」。第1話では29歳の設定（演じるサゲットは31歳だった）。身長193cm。
第1シーズンではスポーツ担当キャスター、第2シーズン以降は「おはようサンフランシスコ（原題：Wake Up, San Francisco）」のキャスターをつとめる。
妻パメラが飲酒運転の交通事故に巻き込まれて亡くなった後、ひとりで3人の娘を育てることになった。妻パメラが亡くなった後もパメラが忘れられず、ずっと結婚指輪をしていたが、パメラがなくなった後、ジョーイ達とのブラインドデートではずした際、DJとステファニーがシンクに落としてしまった。その後その指輪はすぐに見つかりまたつけるようになったが後のシーズンからははずしている。
第1話では実家に父親を残して母親がダニーの手伝いをしていたが、第4シーズンでは幼い頃に両親が離婚したということになっている（Terror in Tanner Town）。
基本的に真面目で堅物かつ融通が利かないが、子離れが出来ず、とても過保護な面がある。自分の番組でも親バカを隠そうともせず、子どもの話題で持ちきりにしたり、果ては子どもを出演させたりと、電波を私物化してしまうほどである。一方で、子どもたちが悪いことをすれば説教やお仕置きを欠かさない厳格な父親でもある。ただ、厳格な点は子供を甘やかすジェシーとは逆であり、それ故にジェシーと対立することもある。娘が男性を連れてきた、または遊びにきた時は、追い払うような行動をとっていた。
芽キャベツが苦手。彼の究極の料理は「シチュー入り長靴のパイ」である（ビッキー曰く、長靴のような味）。
初期の頃は、男3人で片付けられないというエピソードもあったが、その後すぐに設定が変えられた。几帳面な上に極度の潔癖症で、掃除が大好き。家族から「掃除オタク」「掃除バカ」と思われている。自分の部屋に置いてある物の位置をインチ単位で把握しており、冷蔵庫の中のスパイスもアルファベット順に並べる。しかも、掃除機で別の掃除機を掃除する、タンスの中に重曹を入れる、床掃除の時には靴の下に紙を敷きながら移動する、といった行為にまで及んでいるため、家族からも異様な目で見られている。D.J.曰く「大掃除はパパにとってのクリスマス」。
タナー家の主として他のみんなをまとめる一方、自分の話をしだすと止まらない、ジェシーとジョーイの仲睦ましさに嫉妬する、すぐ調子に乗るなど少々大人気ない一面を見せることもあり、子どもたちや年下のジェシーから逆に諭されることも多い。
妻パメラを交通事故で亡くしていることから、子供たちが車の免許を取ることに否定的で、ほんの少しスピードを出しただけでも過剰に反応してしまうほど極端な安全運転しかしたがらない。
多彩な特技を持っており、バスケットボール、アイススケート、ギターなどは人並み以上に得意としていて、ビリヤードやダーツはプロ級の腕前。特にビリヤードに関して「大学の学費を賭けビリヤードで稼いでいた」という趣旨の発言を自身でしており、滅多なことでは負けなかった様子。元スポーツ担当キャスターであることから、スポーツ関係の知識も相当なもの。
ハグが大好きな自称”Hugging Machine”。家族との挨拶時や、喧嘩・説教の後の和解時にハグするのはもちろんのこと、初対面の人ともいきなりハグしようとするので、相手から煙たがられてしまうこともある。
ジョゼフ・アルヴィン・グラッドストーン （Joseph Alvin Gladstone）
演- デイブ・クーリエ、日本語吹替 - 山寺宏一
本作における主人公の一人。第1話では29歳の設定。ダニーとは小学5年生からの親友。
愛称は「ジョーイ（Joey）」。ただし、英語版ではジェシーから「ジョセフ」と呼ばれることも多々ある。
コメディアンとして全国規模放送のテレビ番組や巡回ツアーに登場している。実在するテレビ番組「スターを探せ」への出演やアメリカのポップ歌手・ウェイン・ニュートンの公演のオープニングのスピーチを担当したこともあり、さらに、「レンジャー・ジョー」という子供向け番組の司会の座を手にした（後に解雇された）。ちなみに「レンジャー・ジョー」の番組の司会を務めていた時、子供番組賞を受賞したことがある。夢は世界一有名なコメディアン。
親友でありビジネスパートナーであるジェシー（ジョーイは6歳年上）とさまざまな事業を経営している。役員としてジェシーと共に広告会社に入社し、後に二人で独立してしばらくは広告会社を立ち上げた。「レンジャー・ジョー」を首になってからはジェシーと二人でラジオ番組「Rush Hour Renegades」の司会者として有名になった。
多彩な芸や声真似を披露しており、主な持ちネタはピーウィー・ハーマン、ポパイ、ダフィー・ダック、ロッキー&ブルウィンクルのモノマネである。手をはさみのようにして"Cut it out."（やめて）と言うのが癖。
ジェシーとともにタナー家に居候してダニーの娘を育てるのを手伝っている。当初はジェシーと仲があまりよくなかったが、一緒に仕事までするようになってうれしいとダニーが言う場面がある。
最初にタナー家に引っ越したときは、1階のリビング後方に自分の部屋（エリア）があったが、第1シーズンのエピソードで、ジョーイが遠方に仕事に行っている間にジョーイには内緒でガレージを改造し、ジョーイの部屋にした。そのときの家具は昔ジョーイが使っていたものをジョーイの母親からもらってきたものである。
全シリーズを通して、仕事の上司やダニーの妹などあらゆる女性がジョーイと親しくなるが、真剣な交際に発展するエピソードはなかった。父親は頑固で真面目な軍人であり、ジョーイがコメディアンを志してからはあまり関係がよくなかったが、最終的には和解している。
アニメやマンガなど子供が好きなものに非常に興味を持ち、ダニーの持ち番組の中で、アニメにおける暴力的シーンなどに関する真面目な考えも持っていることも明らかにされた。
キャラクター柄のパジャマやスリッパを身につけることもあり、部屋にはポパイの人形が置いてある。他にも「ミスター・ウッドチャック（Mr. Woodchuck）」と名付けられた人形を愛用しており、ジョーイの持ち番組でよく使っていた。
アイスホッケーも趣味で、シリーズ中ではデトロイト・レッド・ウィングズのユニフォームを身につけたこともある。
二人乗り小型飛行機のライセンスを持っている。教員免許も持っており、ミシェルのクラスで代理教員を務めたこともある。
第6シーズン第23話ではジョーイをモデルにした短いアニメが登場する。
ドナ・ジョー・マーガレット・タナー （Donna Jo Margaret Tanner）
演- キャンディス・キャメロン、日本語吹替 - 坂本千夏
タナー家の長女。第1話では10歳の設定。愛称は「D.J.」。
おしゃれであり、年齢よりも大人っぽく見えるときもある。第7シーズン中盤まではロングヘアー、それ以降最終回まではショートヘアになった。
勉強の成績は優秀、空手を習っていた時期もあり（作中確認できるところでは紫帯、第2シーズンでは緑帯）、スポーツも人並み以上に得意。
手と足を生やした枕「ミス・ピロー」を大事にしている。ステファニーと部屋を共用していた頃には、ベッドの上にジョージ・マイケルのポスターを貼っていた。
機転が利き悪知恵がはたらくこともあるが、よく妹想いな面を見せる。ただし、より悪知恵の働く妹達に振り回されたり、損な役回りを担わされることが多い。子どもの面倒見は粗末で、ベビーシッターを頼まれた際には大概トラブルを起こしている。この他にも、留守番をするはずが、ステファニーとミシェルを連れてスティーブとデートをしたこともあり、妹たちまで一緒にお仕置きされるなど、私利私欲に駆られて迷惑を掛けることが度々あった。
ボーイフレンドを欲しがっているが、多くの異性と付き合っては別れるの繰り返し。付き合うためなら相手の趣味に無理しても合わせようとするため、ステファニーから「男の子大好き人間」と揶揄された。
第1シーズンで（既にパメラの死後）、初めてのパジャマ・パーティだと浮かれていたが、第4シーズンではそれ以前にパメラ同伴で参加したことになっている。
第6シーズン第19話では短期旅行に出かけていることがスティーブより語られ、登場していない。
口癖は”Oh Mylanta”。
ステファニー・ジュディス・タナー （Stephanie Judith Tanner）
演 - ジョディ・スウィーティン、日本語吹替 - 大谷育江
タナー家の次女。第1話では5歳の設定。愛称は「ステフ（Steph）」。
第3シーズンまでは巻き毛、第4シーズンからはストレートヘアとなった。
明るくちょっとおませだが、勝気で少し生意気な面もある。姉であるD.J.をよくからかい、それが故で姉妹喧嘩になることは日常茶飯事。しかし、D.J.に密かに憧れており、ファッション等をよく真似をする他、D.J.が困っているときは手を貸す。また、D.J.がビールを引っ掛けられてジェシー達に飲酒したと誤解された際には、最後まで信じ続けた。
とてもお喋りな上に他人の秘密をよく漏らす、自分の話を始めると止まらない、ジョークを言っては一人で笑うなど、父親譲りの面もある。
母親にもらった最後のプレゼントであるテディベア「ミスター・ベアー」（日本吹き替え版では「クマタロウ」）を家族同然に大切にしている。これは、母パメラが事故死する少し前にもらったもの。
運動神経がよく、例えば初期のエピソードでは部屋のカーテンレールにぶらさがって渡ったり、2年間野球チームの投手を務めている。ダンスやバレエもうまく、先生にその才能を認められひと夏ニューヨークの専門学校に通えるチャンスもあった（ただし、断っている）。
D.J.の親友キミーを天敵扱いしており、口喧嘩はしばしば。第5シーズン第19話ではD.J.の愚痴を言い合っている内に意気投合する。
”How rude!”（失礼ね！）が口癖。よく大人顔負けの（子どもが発言するとは思えない）発言をする。
第4シーズン第16話で視力が悪化するという設定で、それ以来時折眼鏡をかける。
作中では、よく次女であることゆえの葛藤が描かれている。パメラに似て活発な性格で、第6シーズンから第8シーズンにおいては、ダニーの許可を得ずにピアスをつけたり、車を飛ばしたりと、荒っぽい一面も見せているが、一方では良くない行いをしたときには深く反省している。
ミシェル・エリザベス・タナー （Michelle Elizabeth Tanner）
演 - アシュレー・オルセン及びメアリー＝ケイト・オルセン、日本語吹替 - 川田妙子
タナー家の三女。第1話では生後9か月の設定（実際は生後8か月）。
髪型はポニーテールやツインテール、シニヨンなど、頻繁に変わる。
幼くして母親を亡くした事を不憫に思った周囲が特にかわいがったせいか、奔放に育ち、時にわがままな発言をすることも。また、ステファニーの影響を受けてか、次第に悪知恵も働くようになっていった。
小さい頃は、セサミストリートのビッグバードが好きだった。
ジェシーから最も愛されている存在で、逆にジェシーのことを最も信頼している。そのため、ジェシーから冷たくされたりするとすねてしまう。また、ジェシーとの仲の良さは父親ダニーも嫉妬することがある。ニッキーとアレックスが誕生してからは、ジェシーが二人にかかりっきりになってしまったことでやきもちをやくこともあったが、次第に二人を弟分にして、よく面倒を見るようになった。
"You got it, dude."（日本語吹き替え版では「OK、ベイビー」）と”Duh”（「だから？」、「トーゼン」）が口癖。幼少期のミシェルは何かと”dude”を文末につける癖があった。日本に長距離電話をしたことがあり、その際には日本語で応答していたときも（日本語吹き替え版では他の台詞との兼ね合いからこのシーンのみ京言葉などの方言になっていた）「Miko-san, moshi-moshi, dude?（ミコさん、もしもしdude）」と言っていた。
その他、"Oh, PLEASE!"（「まったくもう！」）、"No way, José"（「そんなまさか」の意。José<ホウゼイ>はNo wayと韻を踏んでいるだけで特に意味はない）、"Aw, nuts!"（「ザンネン！」）など多くの決め台詞があった。
食べ物ではアイスクリームやクッキーなどの甘い物が大好き。
動物好きで、外から豚、ウサギ、ロバなどを連れてきたり、テディの家の飼い犬スパーキーを自分の犬にしようとしたこともあった。大きなカエルを手掴みしたこともある。
ほとんど人見知りをせず、ジェシーたちが怯えるほど表情の強張っている男に対しても平気で話しかけることができるほど図太い神経を持っている。
家族や家には人一倍思い入れが強く、第7シーズンで家の売却話が出たときもただ一人反対した。
キンバリー・ルイーズ・ギブラー （Kimberly Louise Gibbler）
演 - アンドリア・バーバー、日本語吹替 - 伊藤美紀
愛称は「キミー（Kimmy）」。
タナー家の隣人でD.J.の親友。兄と弟（ジミー）がいる。
とても早口であり足が臭い。足の臭さに関しては、付近の靴屋には顔写真つき手配書が回るほど厳しく警戒されている。
良く言えばムードメーカーだが、度々、ハリケーンの如くタナー家に現れては騒音をばらまいていくため、タナー家の面々には「やかましい奴」の認識で通っている。特にステファニーからは天敵扱いされている。
トラブルメーカーで、タナー家の物が壊れる等のトラブルが起きるとすぐに逃げ出す。リビングのテレビを壊した時はダニーに出入禁止を言い渡された（後に撤回）。
キミーの家族に関して本人は「旅行は大歓迎なのよね。あたしが外に泊まってくれるんなら、お金はいくらでも出すんだって」等の発言をしている。
勉強は苦手。小学校時代からよくD.J.の宿題を写していて、D.J.のことを密かに尊敬している。
ダニーを「ミスター・T」、「ビッグ・ダン」、「Tボーン」などと呼ぶことがある。
悪知恵の働きは天下一。D.J.のF判定の問題をAに書き換えるほど（いい靴を買ってほしいD.J.の気持ちを察して）。
歌はとても音痴だが、キーボードなどの楽器を扱うことには長けており、ジェシーのライブでタナー一家とともに演奏した際は翌日の朝刊でキミーのキーボードのみ絶賛されている。
ベビーシッターのアルバイトもしており、意外と年少者の面倒見が上手な面もある。面倒見のよさはいつもいがみ合っているステファニー、ミシェルからも賞賛されるほど。
悩みなど全くないようにも見えるが、D.J.に自分の誕生日を忘れられたときは、さすがにかなり落胆していた。
ダニーが「天才」と認めるほど自動車の運転が上手である。ただし、ルールとマナーを守らないため、ダニーとD.J.から問題視される。酒に酔った状態で運転しようとしたことまであり、さすがにこれはD.J.に激怒された（母パメラを飲酒運転の車に轢かれて亡くしているためでもある）。
同級生の間でもトラブルメーカーぶりは伝わっているらしく、なかなか男性に恵まれなかったが、シリーズ末期にはドウェイン（スコット・メンヴィル/声：チョー→ 山口登（フラーハウス））と付き合っていた。
第1 - 第4シーズンでは準レギュラーであったが、第5シーズン以降レギュラーとなった。
レベッカ・ドナルドソン・カツォポリス （Rebecca Donaldson-Katsopolis）
演 - ロリ・ロックリン、日本語吹替 - 佐々木優子
愛称は「ベッキー（Becky）」。
ダニーの同僚。共に「おはようサンフランシスコ」の司会を務める。
第4シーズンでジェシーと結婚。ラストネームがカツォポリスになる。初めはジェシーにいくら口説かれてもなびかなかったが、次第にひかれていった。
ネブラスカ州出身。度々帰省したがるが、田舎であることを嫌うジェシーにその都度反対され、それが素で夫婦喧嘩になることが多い。他にも些細なことでジェシーと喧嘩することが多いが、勝率はレベッカの方が高い。それでも夫に一歩譲ることも忘れない、良き妻である。
男性のダニー達では解消させられない娘達の悩みの相談に乗ることもある。アイスホッケーの選手をやっている兄弟がいる（そのためかアイスホッケーに詳しく実況をやった事がある）。
家事（特に料理）はあまり得意ではないらしく、ほとんど男3人に任せている。しかし、ニッキーとアレックスの育児は生き甲斐としている。
第2シーズンから登場し、第3シーズン以降レギュラーとなった。
ニコラス・カツォポリス （Nicholas Katsopolis）
演 - ブレイク・トゥオミー＝ウィルホイット、日本語吹替 - 金丸日向子（第6シーズン4話まで）→ こおろぎさとみ
アレクサンダー・カツォポリス （Alexander Katsopolis）
演 - ディラン・トゥオミー＝ウィルホイット、日本語吹替 - 同上
ジェシーとレベッカの間に生まれた双子の男の子。ミシェルの5歳の誕生日の日に生まれた。
ニコラスの名前はジェシーの父親の名から、アレクサンダーの名前はレベッカの恩師から取った。愛称はそれぞれ「ニッキー（Nicky）」と「アレックス（Alex）」。
いたずら好きで父親であるジェシーにあまえている。
初めの頃は双子でばかり遊び友達を作ろうとしなかったのでジェシーとレベッカを悩ませた。
一卵性の双子で親であるジェシーやベッキーでも見分けがつかないほどだが、アレックスには尻にアザがある。
髪にこだわるジェシーが父親なため、いつも髪は長め（髪がなかった時はバンダナで隠されたり、カツラをかぶされそうになった）。
下の子がいないミシェルにとっては弟分で、よく引き連れて行動している。
スティーヴン・ヘイル （Steven Hale）
演 - スコット・ウェインガー、日本語吹替 - 高木渉
愛称は「スティーヴ（Steve）」。
D.J.が付き合った彼氏の中で最も登場回数が多い。レスリング部に入っている。
怒ると鼻の穴が膨らむ。
食欲旺盛で、夕食を食べた後でピザやリンゴを食べるほど。タナー家を訪問している際は台所にいる時間が一番長いとも言われる。タナー家に来るたびに食べ物を食い散らかし、スティーヴがいないから食料が無事と言われるほど。
気が利かない部分もあるが誰にでも優しい好青年。ミシェルからも好かれており、ミシェルは一度本気でスティーヴと結婚をしたがって騒動となった。
D.J.がディズニーランドでアラジンをスティーヴと見間違えるシーンがあるが、スティーヴを演じるスコット・ウェインガーは実際にディズニーアニメ『アラジン』でアラジンの声を演じている（歌以外）。
元カノはレイチェル・テイラーで、スティーヴはD.J.には彼女と別れる際自分から振ったと偽っていたが実際は振られた。その際は食べ物を目にして5分と持たないスティーヴが1週間なにも食べなかったという。
第7シーズンでD.Jから熱情から醒めたことによる不安からお互いの関係を見直すということで一度別れる（残りの話にも登場する）。第8シーズンの最終回でヨリを戻した。
第5シーズン14話で初登場し、第6・7シーズンにおいてレギュラーとなった。第8シーズンにはレギュラーとして登場しないが最終回にゲストとして再登場。

### タナー家の親族等
パメラ・タナー （Pamela Katsopolis Tanner）
演 - クリスティ・ハウザー（Christie Houser）、日本語吹替 - 堀越真己
愛称は「パム（Pam）」。ダニーの亡妻でジェシーの姉。
飲酒運転の車に轢かれて亡くなった。物語はパメラの死後3か月という設定で始まる。ジェシーと同じく「命令形+huh?」と言う口癖がある。
第2シーズン第18話「ママの思い出」にてVTRで登場する（ミシェルを出産し、退院して間もないころ。）
クレア・タナー （Claire Tanner）
演 - アリス・ハーソン（Alice Hirson）→ ドリス・ロバーツ、日本語吹替 - 竹口安芸子 → 高橋和枝
ダニーの母親。パメラが亡くなってからダニーの家の手伝いに来ていたが、クレアが帰宅することになり、代わりにジェシーとジョーイがやってくる。
第1シーズンで2度、第3シーズンで1度登場し、第1シーズンではハーソン、第3シーズンではロバーツが演じた。第1シーズンでは料理も家事も上手な頼れる母親という設定だったが、第3シーズンでは家事が下手な上に出しゃばりな迷惑な人物へと大幅に設定が変更された。
ニック・カツォポリス （Nicholas ”Nick” Katsopolis）
演 - ジョン・アペレア（John Aprea）、日本語吹替 - 青野武
ジェシーとパメラの父親。第2・4シーズンで登場する。
職業は害虫駆除業者。ジェシーが家業の害虫駆除の仕事を継いでくれることを夢見ていたが、ジェシーがミュージシャンを志したため一時的に関係が悪くなった。しかし、妻のアイリーンの説得もあってジェシーが一人前の大人になったことを認めた。
息子のジェシー共々、頭髪が自慢の模様。
本名は「ニコラス」。この名前はジェシーの息子（ニッキー）に受け継がれた。
アイリーン・カツォポリス （Irene Katsopolis）
演 - イヴォンヌ・ワイルダー（Yvonne Wilder）、日本語吹替 - 巴菁子
ジェシーとパメラの母親。第1・2・4シーズンで登場する。
ジェシーを見かけるたびに尻を触る癖がある。
ミンディ・グラッドストーン （Mindy Gladstone）
演 - ビバリー・サンダース（Beverly Sanders）、日本語吹替 - 秋元千賀子
ジョーイの母親。第1シーズンで登場する。
グラッドストーン氏 （Gladstone）
演 - アーレン・ディーン・スナイダー（Arlen Dean Snyder）、日本語吹替 - 中村正
ジョーイの父親。第4シーズンで登場する。
職業は軍人で階級は大佐。ミンディとはジョーイが子供のころに離婚している。
ネドラ・ドナルドソン （Nedra Donaldson）
演 - ロイス・ネットルトン、日本語吹替 - 香椎くに子
ベッキーの母親。第4シーズンで登場する。
ケネス・ドナルドソン （Kenneth Donaldson）
演 - ドン・フッド（Don Hood）、日本語吹替 - 滝口順平
ベッキーの父親。第4シーズンで登場する。
コメット（Comet）
演 - バディ（「父のプライド」のみ）
第3シーズン第7話で誕生したゴールデン・レトリバー。性別はオス。
オハイオ州からタナー家に迷い込んできた『ミニー』が母犬。タナー家で出産した後、ミニーが元の飼い主に引き取られるときにもらわれた。
名前はD.J.によって付された。由来は箒星（どちらも尻尾があるから）。ミシェルは名付けの際に、最後まで「ミシェル」にしたいと主張していた。
第4シーズン11話の「疑惑のパーティー」と第7シーズン第15話「進学！ザ・テスト」でしゃべったことがある（前者は心の中で、後者はD.J.の夢の中で）。
最初はステファニーのぬいぐるみ・Mr.Bear（クマタロウ）やスリッパや靴などを食いちぎるほど行儀が悪かったが、次第に賢くなっていく。また臆病な面もあり、オウムに威嚇された時にはベッドの下に逃げ込んだ。
「父のプライド（Air Jesse）」では『エア・バディ』に出演したバディが代役。映画と同じようにシュートを放った。

### タナー姉妹の友人
キャシー・サントニ （Kathy Santoni）
演 - アン・マリー・マセボイ（Anne Marie McEvoy）、日本語吹替 - 佐藤ユリ
D.J.とキミーの同級生。
ハリー・タキヤマ （Harry Takiyama）
演 - ネイサン・ニシグチ（Nathan Nishiguchi）→マイケル・サン・リー（Michael Sun Lee）（フラーハウス）、日本語吹替 - 折笠愛→関雄（フラーハウス）
子供時代のステファニーの同級生。日系人。
ウォルター （Walter）
演 - ウィットビー・ハートフォード（Whitby Hertford）、日本語吹替 - 渕崎ゆり子
子供時代のステファニーの同級生。当初はアヒルみたいな顔とからかわれていた。
ミッキー （Mickey）
演 - モリー・モーガン（molly morgan）、日本語吹替 - 渕崎ゆり子
ステファニーの友人。第7シーズン第5話「勇気ある選択」第14話「ライバルの涙」に登場。
中学校に上がったステファニーだったが、友人が出来ずに悩んでいた際に出会い意気投合、中学初めての友人となる。
ジア （Gia Mahan）
演 - マーラ・ソコロフ（Marla sokoloff）、日本語吹替 - 岩坪理江→石塚理恵（フラーハウス）
ステファニーの友達で第7シーズンから登場。
最初は中学校でタバコを吸うなどしていた不良で、ステファニーとも険悪な関係だったが、第7シーズン第14話「ライバルの涙」でステファニーとミッキーに仕返しされ、涙を流したのを見たステファニーと訥々と話した結果、関係が改善されることになった。その後はダニーも心配するほどステファニーに悪い影響を与えており、一方でステファニーの影響を受けて、タバコを断って成績も向上している。ミシェルを子供扱いしてからかうが、結局言い負かされている。
ジェニファー2人組
演 - ダニエル・フィシェル、ティファニー・ワトソン
ステファニーの友人で「NO WAY!（ウッソー！）」が口癖の2人組。1日単位で好みが変わる。
テディ （Teddy）
演 - タージ・モーリー（Tahj Mowry）、日本語吹替 - 矢島晶子
ミシェルの第5シーズンからの親友。最初はギャグであいさつしていたミシェルの事を「変な奴」と思っていた。
第6シーズン途中でテキサス州に引越して一時ミシェルとも別れることになるが、第7シーズンで帰ってきた。
アーロン・ベイリー （Aaron Bailey）
演 - ミコ・ヒューズ、日本語吹替 - 氷上恭子（第3シーズン）→ 林原めぐみ（第4シーズン）→ 岡村明美（第5シーズン以降）
ミシェルとは保育所時代からの友達。
ひねくれた性格で、ジェシーにはよく生意気な発言を浴びせていた。ただ子供な一面もあり、ミシェルらに置いてけぼりにされそうになったときはすぐに仲間に入ったり、一緒にグループを作ったりと何だかんだ言って友達ということに変わりはない。
レーズンアレルギーであり、食べると口の中が腫れて喋れなくなる。
第3シーズンから登場して以降出番もほとんど減る事無く最終シーズンまで登場していたキャラクターである。
デニーズ・フレージャー （Denise Frazer）
演 - ジャーニー・スモーレット（Jurnee Smollett）、日本語吹替 - かないみか
ミシェルの第5シーズン中盤からの親友。
かなり明るい性格で、ミシェルに対してはよく突っ込んでいた。
引っ越したテディに変わって、ミシェルの新しい親友となった。家はタナー家の隣の隣。
帰ってきたテディとミシェルの取り合いをしたことがあったが、結局は3人共親友ということになった。
叔父はリトル・リチャード。
第7シーズン最終話まで登場した。
デレク （Derek S. Boyd）
演 - ブレイク・マッキバー・アーウィン（Blake McIver Ewing）、日本語吹替 - 伊倉一恵→山口登（フラーハウス）
ミシェルの友達で第6シーズンから登場。
大人に対しては礼儀正しいが、理屈っぽいところがある。年相応のイタズラもする。
周囲を驚かせるほどの演技力を持っており、クラスの劇のオーディションで主役の座を射止めた。また歌唱力もあり、「おはようサンフランシスコ」の「若き才能を探せ」という企画にリサ（後述）と一緒に出場し優勝したほど。ただしあがり症という弱点を持っている。
いささか臆病なところがあり、ミシェルやデニーズに突っ込まれていた。
上記の臆病さや好奇心からタナー家（※特にジェシーとミシェル）をトラブルへと巻き込むことがしばしばある。
リサ （Lisa Leeper）
演 - キャサリン・ザレンバ（Kathryn Zaremba）、日本語吹替 - 小桜エツ子
ミシェルの友達で、デニーズと入れ替わるように第8シーズンに登場。
サラリときつい事を言ってのける性格であり、アーロンから「お前って残酷だな」と言われても「そうなの」と笑顔で言い返した。

### その他のキャラクター
シンディ （Cindy）
演 - デブラ・サンドランド（Debra Sandlund）、日本語吹替 - 勝生真沙子
第4シーズンに登場。
クリーニング屋で働いているダニーの彼女。離婚歴があり、息子であるラスティと暮らしている。
ラスティ （Rusty）
演 - ジョーダン・クリストファー・マイケル（Jordan Christopher Michael）、日本語吹替 - 田中真弓
第4シーズンに登場。
シンディの息子でいたずら好きの自称「トラブルマン」である。ダニーの監督する野球チームに所属していた。
ビッキー・ラーソン （Vicky Larson）
演 - ゲイル・エドワーズ（Gail Edwards）、日本語吹替 - 弥永和子→幸田直子（フラーハウス）
第5シーズンで産休のベッキーの代理として「おはようサンフランシスコ」に出演。母親は、有名建築デザイナーのリズ・ラーソン。
登場当初は良い印象を与えていなかったが、ダニーと付き合い始め、タナー家との親交も深くなっていく。
かつてニュースキャスターをしていた時にエミー賞を2回受賞したことがあるほどの敏腕。
ダニーに彼より1歳年下だと言っていたが、実際は彼より1歳（正確には7か月）年上であることを告白した。
第6シーズンでダニーのプロポーズを受けて結婚寸前までいったが、第7シーズンで進む道の違いから別れてしまった。

### ゲスト出演者・吹き替え
- フィリス・ディラー（第1シーズン第16話。本人役。吹き替え版は高橋和枝）
- デボラ・アン・ゴーマン（第1シーズン第17話。ジュリー役。吹き替え版は水谷優子）
- カーク・キャメロン[注 28]（（第1シーズン第18話。従兄弟のスティーブ役。吹き替え版は子安武人）
- チェルシー・ノーブル（第1シーズン第19話～第20話。サマンサ役。）
- ステーシー・キュー（第1シーズン第22話。本人役。吹き替え版は安達忍）
- ザ・ビーチ・ボーイズ[注 29][注 30]（第2シーズン第6話。本人役。吹き替え版は有本欽隆（マイク）、広瀬正志（ブルース）、城山堅（アル）、石塚運昇（カール）、福田信昭（ブライアン））
- ダイアン・ブロディ（第2シーズン第8話。シェリル役。吹き替え版は雨蘭咲木子）
- ジョナサン・ブランディス（第2シーズン第11話。マイケル役。吹き替え版は亀井芳子）
- スティーヴ・オーデカーク（第3シーズン第6話。本人役。）
- スコット・バイオ（第3シーズン第9話。ピート役。吹き替え版は山形ユキオ）
- ジョシュ・ブレイク（第4シーズン第1話。シルビオ役。吹き替え版は石田彰）
- ウェイン・ニュートン（第4シーズン第7話。本人役。吹き替え版は福田信昭）
- エリカ・エレニアック（第4シーズン第9話。キャリー役。吹き替え版は鶴ひろみ）
- ジャリール・ホワイト（第4シーズン第16話。スティーブ・アーケル役[注 31]。吹き替えは三ツ矢雄二）
- アネット・ファニセロ[注 32]（第4シーズン第23話。本人役。吹き替え版は小原乃梨子）
- フランキー・アヴァロン（第4シーズン第23話。ファニセロと共に本人役。吹き替え版は富山敬）
- トミー・ペイジ（第5シーズン第16話。本人役。吹き替え版は森川智之）
- マーク・リンベイカー（第6シーズン第7話。ディック役。吹き替え版は石丸博也）
- マーサ・クイン（第5シーズン26話。本人役。第6シーズン第11話、13話。アリソン役。吹き替え版は冬馬由美）
- ベン・スタイン（第7シーズン第8話。スマッシュクラブに来た批評家役。吹き替え版は水野龍司）
- バナ・ホワイト（第7シーズン15話。本人役、及び、モファット試験官役。）
- フェルシア・マイケルズ（第7シーズン16話、21話。ロクシー役。吹き替えは高田由美）
- スザンナ・ソマーズ（第7シーズン19話。本人役。）
- リトル・リチャード（第7シーズン第23話。本人役。吹き替え版は江原正士）
- バリー・ウィリアムズ（第8シーズン第3話。本人役。吹き替え版は千田光男）
- ミッキー・ルーニー（第8シーズン第11話。ドレクホーン役。吹き替え版は辻村真人）
- フランキー・ヴァリ（第8シーズン第12話。本人役。吹き替え版は山野史人）
- カリーム・アブドゥル＝ジャバー（第8シーズン第16話。本人役。吹き替え版は大塚明夫）

その他多数。
・第1シーズン第5話 ロクサーナ役 深見梨加
・第5シーズン 第25・26話 ジャノラリ役 関俊彦
・第7シーズン 第14話 ジェイミー役 石田彰

## タナー家
外観として使われた家は、1883年に建てられたヴィクトリア様式の家である。放送開始時、家の前に数メートルほどの小さな木が立っていたが、現在では立派な大木に成長している。
この家は2016年に売りに出され、本作クリエーターのジェフ・フランクリンが購入した。その後、建物の改修工事を実施した上で、2019年に売却することになった。購入の際、フランクリンはこの家を本作のセットに近い内装へのリニューアルし、一般の入居者に貸し出す計画をしていたが、当物件を訪れる観光客が急増することを懸念した近隣住民から苦情が発生していたため実現しなかった。
なお、タナー家の住所として紹介されているジェラード通り（Girard Street）1882番地、タナー家の電話番号555-2424、およびD.J.専用の電話番号555-8722は、いずれも架空のものである。

### 地下室
当初はガレージだったが、改装してジョーイの部屋となった。第5シーズン第4話で再度改装されてスタジオとなるが、改装作業はジェシーが行ったため、防音されていなかったり、ドアノブが外れたりと欠陥が目立った。

### 一階
リビング、キッチン、洗濯室、トイレ（一階）がある。階段および固定電話はリビングとキッチンの二箇所に配置されている。
リビング
キッチン・洗濯室・トイレ（一階）・二階へと通じる。
客を案内したり、パーティーを行ったりと大勢が集まる部屋。テレビや娘たちの写真が置いてある。
キッチン
庭・リビング・洗濯室・トイレ（一階）・二階・地下室へと通じる。
主に食事をとる部屋であるが、食事以外でもこの部屋を多く使っており、話事などはここで行う場合が多い。そのためか、タナー家の人々は正面玄関よりもここに通じる裏口のほうを頻繁に使う。
第2シーズン第18話においてジェシーが誤って引き出しの取っ手を壊してしまって、ホームセンターに買いに行ったが同じ型が無かったため板ごと変える羽目になった。
ステファニーによって誤って発進させられたジョーイの車・デージーが窓から突っ込んだり、D.J.がコンクリートミキサー車を誤って作動させたためにセメントが流れ込んだこともあった。
洗濯室
リビング・キッチン・トイレ（一階）へと通じる。
アングルによっては多種多様の洗剤が見られる。あまり使われないが、こちらにも裏口がある。
トイレ（一階）
リビング・キッチン・洗濯室へと通じる。
劇中では登場しないが、年に一度の大掃除では、毎回ジョーイの担当である。

### 二階
バスルーム、ダニーの部屋及び3つの子供部屋がある。廊下には家族の写真が飾られている。
それぞれの部屋には住んでいる人物の性格を良く表している備品が置かれている。固定電話は子供部屋（大、小）に配置されており、専用の番号が割り当てられている。
バスルーム
階段を登り、左手一番手前の部屋。
D.J.にもミシェルにも部屋を共有することを拒否されたステファニーが住もうとしたことがあった。
子供部屋（大）
階段を登り、左手手前から二番目の部屋。
第1シーズン以前はD.J.の部屋で、第1シーズンから第4シーズンまではD.J.とステファニーが同居していたが、D.J.の熱心なプレゼンテーションがダニー達の心を動かし、第5シーズンからはステファニーとミシェルが同居することになった。
第4シーズン第2話において、ミシェルが始めた枕投げによって窓ガラスを割ったことがあった。
第6シーズンにおいて、ビッキーの母の好意で「若さと躍動感で踊っている」ような部屋へと模様替えがなされた。
ダニーの部屋
階段を登り、左手手前から三番目の部屋。
備品などが異常なほど綺麗に整頓されている。リビングと繋がっている暖炉があり、そこからリビングでの会話を聞くことができる。
第4シーズン第21話においてD.J.とステファニーが喧嘩をしたために棒で壁に穴を空けてしまったが、ダニーは気づかなかった。
子供部屋（中）
階段を登り、右手手前から二番目の部屋。
第1シーズン以前はステファニーの部屋だったが、ジェシーに割り当てられた。そのためジェシー曰く『バービーのドリームハウス』のような内装で、壁はウサギの模様だったがジェシーの姉、三姉妹の母のパメラが作ったものだったためジェシーは当初ステファニーのためにウサギの模様をそのままにしていた。
第4シーズン初頭で部屋の模様替えが行われ壁紙も変えられたが、肝心のステファニーは差してショックを覚えず、ミシェルが落胆するがウサギ一羽分の模様を額縁に収めておいた。
ジェシーが結婚してからはジョーイが使うこととなった。
子供部屋（小）
階段を登り、右手一番手前の部屋。
第5シーズンまでミシェルの部屋だったが、D.J.の熱心なプレゼンテーションがダニー達の心を動かし、第5シーズンからはD.J.が使うこととなった。

### 三階（屋根裏）
ジェシーとレベッカが結婚した後、カツォポリス一家の住まいになっている。
カツォポリス一家の入居前まではスタジオ兼物置として使用されていたので、入居直前にジェシーとジョーイが住居スペースに改装した。当初はワンルームであったが、ニッキーとアレックスの誕生前に子供部屋を増築した。

## 台詞
本作で登場した以下の言葉が名台詞として認知されている。
Have Mercy.
ジェシーの台詞。日本語版では「たまんねぇ」となっているが、本来の意味は「主よ、お助けを」である。エルヴィス・プレスリーの決め台詞だった。
女性を見たときやキスをするときに口にする場合が多いが、本来の意味（「お助けを」）で使われる場合もある。
ほぼ全シーズンを通して登場する台詞だが、元々は台本にはなかった台詞（アドリブ）である。
Cut it out.
ジョーイの決め台詞。日本語の意味は「やめて」である。特に拍手をもらった時に発せられている。
特徴的なジェスチャーで人気となった台詞である。手をはさみのようにして「Cut」、人差し指で「it」、親指で「out」を表現するものであった。
演者であるデイブ・クーリエの代名詞的台詞である。本作日本語版では決まった文言は充てられなかったが、『フラーハウス』では「カットしてちょうだい」に統一されている。
How rude!
ステファニーの台詞。意味は「失礼ね!」。意味通りに訳されることもあるが、大抵は「超ムカつく!」となっている。一部のエピソードでは「How very rude.」と言っている。
Duh!
ミシェルの台詞。言語訳では「トーゼン」であるが、日本語版では特に訳されることなくそのまま「ダァ!」となっている。第5シーズンで頻繁に登場する。
You got it, dude!
ミシェルの決め台詞。日本語版では「オッケーベイビー!」となっている。第3・4シーズンでよく使われた台詞である。
「You got it.」は本来「任せなさい」という意味合いで使われる表現である。「dude」はこのフレーズにおいては意味をなさない（当時のミシェルは何かと語尾にこの単語をつけていたため）。
親指を立てるジェスチャーが特徴（立てないこともある）。

## 番組制作
番組はロサンゼルスにあるワーナー・ブラザース・スタジオで撮影された。全シーズン通じて見られるサンフランシスコの景色のほとんどは、1日で撮影されたものを繰り返し使っている。しかし、追加撮影したものもある。
スタジオ外で撮影することは稀であるが、第8シーズンの第1話「コメットの恋路（Comet's Excellent Adventure）」では、実際にサンフランシスコでロケが行われた。第3シーズン第1話の「タナー家のハワイアンナイト（Tanner's Island）」ではハワイで、第6シーズン最終話「ラブリー・ホリデー（The House Meets the Mouse）」ではフロリダ州のディズニーワールドで撮影が行われた。

### オープニング
テーマソング『Everywhere You Look』は、ジェシー・フレデリックが唄っている。フレデリックはディラン・チャールズ（Dylan Charles）と共にテーマソングの編集にも参加した。作詞作曲はフレデリック、ジェフ・フランクリン（製作総指揮者）、ベネット・サブレイによる共作。テーマソングは放送上の都合で徐々に短くなり、最初は1分半だったが後に1分ほどになり、最終シーズンは約40秒に縮まっている。これについてフランクリンは「視聴者がオープニングの途中で他のチャンネルに変えてしまうことを防ぐ目的があった」と語っている。テーマソングは何度か再ミキシングしてあったので複数あり、微妙に違うものと明らかに違うものなどがあり、全てを含めて4種類存在する。米国で放送された版には、歌詞が一部変更されたバージョンも存在する。
第2シーズン以降、オープニングクレジットの前に短いプロローグを流すように変更された。そのため実際のオープニングには「Full House」との文字が表示されるだけとなった。こちらも視聴者がオープニングの途中でチャンネルを変えてしまうことを懸念したためである。
オープニングの中で、タナ一家が車に乗ってゴールデンゲートブリッジを渡るシーンがあるが、引きのシーンは実際の役者たちではなく、代役が乗車している（第1シーズンのみ）。
第3シーズン以降、準レギュラーがレギュラーに昇格するに合わせクレジットも増える形となり、第7シーズンでは12人の役者のクレジットがオープニングで表示された。レベッカ役のロリ・ロックリンは第3シーズン以降、キミー役のアンドリア・バーバーは第5シーズン以降、スティーブ役のスコット・ウェインガーは第6・7シーズンで、ニッキー&アレックス役のブレイク / ディラン・トゥオミー=ウィルホイットも第7シーズン以降にクレジットが表示されている。

### オルセン姉妹のダブルキャスト
クーガン法（カリフォルニア州法）により、幼児の労働時間、撮影時間（1カットで照明をあててもいい時間）が厳しく制限されているため、ミシェルの役はアシュレー・オルセンとメアリー＝ケイト・オルセンによるダブルキャストであった。『奥さまは魔女』や『大草原の小さな家』等でも同じような方法が使われていたが、ハリウッドでは撮影時間を稼ぐ目的で双子を起用することが多く、オルセン姉妹はその代表例であった。
第1シーズンではオープニングにオルセン姉妹のクレジットはなかった。これについて監督のジェフ・フランクリンは米国版DVDのインタビューの中で「当初、赤ん坊だった2人をミシェル役として継続して同番組に出演させる予定がなかったが、次第に2人の存在がドラマの上で大きな存在であることに気づいたため、第2シーズン以降レギュラー・キャストにした」と説明している。このため、オープニング上にクレジットが表示されない第1シーズンでもDVDのパッケージにはオルセン姉妹の表記がなされている。
姉妹のクレジットは以下のようになっていた。
- Mary Kate Olsen and Ashley Fuller Olsen as Michelle（第1シーズンのエンディング）
- Mary Kate Ashley Olsen（第2 - 7シーズン）
- Mary-Kate and Ashley Olsen as Michelle（第8シーズン）

なお、最終シーズンではオルセン姉妹のクレジットは「and」を付け加えて他の出演者よりも最後に表示される、いわゆる「スター俳優」のクレジットを与えられていた。
オルセン姉妹が幼児だった時は泣くことが多く撮影が困難になることも多く、ジョン・ステイモス曰く、一時期オルセン姉妹を外して別の双子で撮影を試みたという。しかし、キャストやスタッフの思惑通りにならなかったためオルセン姉妹に戻したことが明かされている。
シリーズが進むにつれてメアリー＝ケイトとアシュレーの顔の特徴に違いが表れたため、プロデューサーがアシュレーとメアリー＝ケイトのどちらかの降板を提案したが、ステイモスが大反対したため、結局終了までダブルキャストを通した。
オルセン姉妹は作中で何度か共演しており、第1シーズンではジェシーの夢の中で出てくる2人のミシェルとして、第4シーズンでは又従姉妹（パメラとジェシーの従兄弟の子）のメリーナとして、第5シーズンでは良いミシェルと悪いミシェルとして、第8シーズンではもう一人のミシェル（記憶）として二人そろって登場している。

### テーマ
このドラマでは「友情」を繰り返し描いている。タナー家の人間や、またはその関係者は固い絆で結ばれているが、時として対立したり言い争ったりする。それでも最後には互いに理解し合い、友人は常に互いのためにあるということを再確認するのである。
第1シーズンの第1話でジェシーとジョーイは、突然パメラを失い戸惑っているダニーや娘達を手助けするため、自分たちの生活を犠牲にしてまでタナー家へやってくる。その人物設定からも、友を大切にする彼らの姿勢が汲み取れる。
この作品は、子どもたちやティーンが楽しめる要素を盛り込みつつ、大人も楽しめるドラマを目指して制作された。よって、子どもたちのかわいさもさることながら、大人たちのエピソードも数多く取り入れられており、両者の立場から感情移入できる作品となっている。
また、各エピソードの終わりにはハグとキスを欠かさず、視聴者の心を打つシーンが盛り込まれている。さらに家庭内や年頃の子どもたちによくある問題を扱うことにより、この作品は高く評価されることとなる。
音楽面ではザ・ビーチ・ボーイズやエルヴィス・プレスリーの影響を大きく受けている。ザ・ビーチ・ボーイズに至っては一度だけゲスト出演しており、作中で「ココモ」をタナー家の面々と一緒に歌い、踊るシーンがある。

### スピンオフ
アメリカ時間の2015年4月20日、トークショー番組「ジミー・キンメル・ライブ」の中でジョン・ステイモスがスピンオフシリーズが製作されていることを明らかにした。タイトルは『フラーハウス』（Fuller House）。Netflixの制作で、2016年2月26日より13エピソードの配信が開始された。
夫を亡くしたDJと3人の息子たち、その子育てを手伝う妹のステフと親友キミーおよびキミーの娘の共同生活を描く内容である。
メインとなるキャンディス・キャメロン・ブレ、ジョディ・スウィーティン、アンドリア・バーバーのほか、ステイモス、ボブ・サゲット、デイブ・クーリエ、ロリ・ロックリン、スコット・ウェインガー、トゥオミー＝ウィルホイット兄弟もオリジナルシリーズと同じ役で出演している。なお、オルセン姉妹の出演は見送られ、オルセン姉妹が演じたミシェルについては言及に止まっている。

## エピソードリスト
| シーズン | シーズン | エピソード | 米国での放映期間             |
| -------- | -------- | ---------- | ---------------------------- |
|          | 1        | 22         | 1987年9月22日～1988年5月6日  |
|          | 2        | 22         | 1988年10月14日～1989年5月5日 |
|          | 3        | 24         | 1989年9月22日～1990年5月4日  |
|          | 4        | 26         | 1990年9月21日～1991年5月3日  |
|          | 5        | 26         | 1991年9月17日～1992年5月12日 |
|          | 6        | 24         | 1992年9月22日～1993年5月18日 |
|          | 7        | 24         | 1993年9月14日～1994年5月17日 |
|          | 8        | 24         | 1994年9月27日～1995年5月23日 |

### 第1シーズン
| 話数 | 通算 | タイトル                       | 原題                         | 監督                                    | 脚本                                                                      | 放映日 （米国） | 備考 |
| ---- | ---- | ------------------------------ | ---------------------------- | --------------------------------------- | ------------------------------------------------------------------------- | --------------- | ---- |
| 01   | 001  | ごちゃ混ぜ家族誕生             | Our Very First Show          | ジョエル・ズウィック                    | ジェフ・フランクリン                                                      | 1987年9月22日   |      |
| 02   | 002  | 子守歌はロックンロール         | Our Very First Night         | ジョエル・ズウィック                    | ジェフ・フランクリン                                                      | 1987年9月25日   |      |
| 03   | 003  | うれしおそろし幼稚園           | The First Day of School      | リチャード・コレル                      | レニー・リップス                                                          | 1987年10月2日   |      |
| 04   | 004  | パパたちのおそうじ大作戦       | The Return of Grandma        | ジョエル・ズウィック                    | ラッセル・マーカス                                                        | 1987年10月9日   |      |
| 05   | 005  | 海は恋の予感                   | Sea Cruise                   | トム・トルボビッチ                      | レニー・リップス ラッセル・マーカス ジェフ・フランクリン                  | 1987年10月16日  |      |
| 06   | 006  | 今日はパパの日                 | Daddy's Home                 | ハワード・ストーム                      | ジョーン・ブルッカー ナンシー・エッド                                     | 1987年10月23日  |      |
| 07   | 007  | パパの強烈パンチ               | Knock Yourself Out           | ジョエル・ズウィック                    | ジェフ・フランクリン                                                      | 1987年10月30日  |      |
| 08   | 008  | 恋のライバル                   | Jesse's Girl                 | ジェフ・フランクリン ドン・バン・アッタ | ジェフ・フランクリン                                                      | 1987年11月6日   |      |
| 09   | 009  | 七面鳥とパイの悲劇             | The Miracle of Thanksgiving  | ピーター・ボールドウィン                | ジェフ・フランクリン ラッセル・マーカス                                   | 1987年11月20日  |      |
| 10   | 010  | ジョーイの笑って許して         | Joey's Place                 | ドン・バーンハート                      | ラッセル・マーカス ジェフ・フランクリン レニー・リップス                  | 1987年12月4日   |      |
| 11   | 011  | 最高の誕生日                   | The Big Three-O              | ハワード・ストーム                      | ボブ・パーロウ ジーン・ブラウンスタイン                                   | 1987年12月11日  |      |
| 12   | 012  | テレビ局がやって来た           | Our Very First Promo         | リチャード・コレル                      | ラッセル・マーカス ロン・モーグローブ レニー・リップス アーサー・シルバー | 1987年12月18日  |      |
| 13   | 013  | 姉さんはつらいヨ！             | Sisterly Love                | リー・シャラー＝ケメル                  | レニー・リップス                                                          | 1988年1月8日    |      |
| 14   | 014  | あせりは禁物！                 | Half a Love Story            | ハワード・ストーム                      | ジェフ・フランクリン ラッセル・マーカス                                   | 1988年1月15日   |      |
| 15   | 015  | タナー家本日休業               | A Pox in Our House           | ジョエル・ズウィック                    | レニー・リップス                                                          | 1988年1月29日   |      |
| 16   | 016  | 決めてやる！今夜               | But Seriously Folks          | ジョエル・ズウィック                    | ラッセル・マーカス                                                        | 1988年2月5日    |      |
| 17   | 017  | パパのロマンス                 | Danny's Very First Date      | ジョエル・ズウィック                    | ジェフ・フランクリン                                                      | 1988年2月12日   |      |
| 18   | 018  | ふくれっ面のDJ                 | Just One of the Guys         | リー・シャラー＝ケメル                  | レニー・リップス                                                          | 1988年3月4日    |      |
| 19   | 019  | ジェシー、カムバック！（前編） | The Seven-Month Itch: Part 1 | リー・シャラー＝ケメル                  | ジェフ・フランクリン                                                      | 1988年3月11日   |      |
| 20   | 020  | ジェシー、カムバック！（後編） | The Seven-Month Itch: Part 2 | ラス・ペトラント                        | ロブ・エドワーズ ラッセル・マーカス キム・ウェイスコフ レニー・リップス   | 1988年3月18日   |      |
| 21   | 021  | 我が家のプレスリー             | Mad Money                    | ジェフ・フランクリン                    | ロブ・エドワーズ                                                          | 1988年4月29日   |      |
| 22   | 022  | DJのずる休み                   | D.J. Tanner's Day Off        | ジョエル・ズウィック                    | キム・ウェイスコフ マイケル・S・ベイサー                                  | 1988年5月6日    |      |

### 第2シーズン
| 話数 | 通算 | タイトル                       | 原題                          | 監督                     | 脚本                                                                                | 放映日 （米国） | 備考                   |
| ---- | ---- | ------------------------------ | ----------------------------- | ------------------------ | ----------------------------------------------------------------------------------- | --------------- | ---------------------- |
| 01   | 023  | ジェシーの断髪式               | Cutting It Close              | ジョエル・ズウィック     | ジェフ・フランクリン                                                                | 1988年10月14日  |                        |
| 02   | 024  | DJの隣人戦争                   | Tanner vs. Gibbler            | ジョン・ボワブ           | レニー・リップス                                                                    | 1988年10月21日  |                        |
| 03   | 025  | 父の夢 息子の夢                | It's Not My Job               | ジョエル・ズウィック     | ジェフ・フランクリン                                                                | 1988年10月28日  |                        |
| 04   | 026  | DJが馬主に？                   | D.J.'s Very First Horse       | リー・シャラー＝ケメル   | ボブ・フレイザー ロブ・デイムズ                                                     | 1988年11月4日   |                        |
| 05   | 027  | パパは3人！                    | Jingle Hell                   | ピーター・ボールドウィン | マーク・ウォーレン デニス・リンスラー                                               | 1988年11月11日  |                        |
| 06   | 028  | ビーチ・ボーイズがやってきた！ | Beach Boys Bingo              | スティーブ・ザッカーマン | マーク・ウォーレン デニス・リンスラー                                               | 1988年11月18日  | サンフランシスコ・ロケ |
| 07   | 029  | タナー家の家族会議             | Joey Gets Tough               | ジェフ・フランクリン     | レニー・リップス                                                                    | 1988年11月25日  |                        |
| 08   | 030  | タナー家は大洪水               | Triple Date                   | ピーター・ボールドウィン | ジェフ・フランクリン                                                                | 1988年12月9日   |                        |
| 09   | 031  | タナー家のクリスマス           | Our Very First Christmas Show | ジョン・ボワブ           | キム・ウェイスコフ                                                                  | 1988年12月16日  |                        |
| 10   | 032  | まん中はもうイヤ！             | Middle Age Crazy              | ピーター・ボールドウィン | ローレンス・H・ハーツタイン リチャード・H・ロスナー                                 | 1989年1月6日    |                        |
| 11   | 033  | DJのリトル・ロマンス           | A Little Romance              | ジョン・ボワブ           | ボブ・フレイザー ロブ・デイムズ                                                     | 1989年1月13日   |                        |
| 12   | 034  | 愛は霧の中！                   | Fogged In                     | ジョエル・ズウィック     | キム・ウェイスコフ                                                                  | 1989年1月20日   |                        |
| 13   | 035  | パパ3人お仕事中！              | Working Mothers               | ピーター・ボールドウィン | ジェフ・フランクリン                                                                | 1989年2月3日    |                        |
| 14   | 036  | 大どろぼうステフ！？           | Little Shop of Sweaters       | ピーター・ボールドウィン | レニー・リップス                                                                    | 1989年2月10日   |                        |
| 15   | 037  | 20年前の誓約書                 | Pal Joey                      | ジョン・ボワブ           | マーク・ウォーレン デニス・リンスラー                                               | 1989年2月17日   |                        |
| 16   | 038  | ミシェルの初恋                 | Baby Love                     | ピーター・ボールドウィン | ジェフ・フランクリン                                                                | 1989年2月24日   |                        |
| 17   | 039  | 娘の先生は情熱的               | El Problema Grande de D.J.    | ビル・フォスター         | ボブ・フレイザー ロブ・デイムズ                                                     | 1989年3月10日   |                        |
| 18   | 040  | ママの思い出                   | Goodbye, Mr. Bear             | ジャック・シェア         | キム・ウェイスコフ ジェフ・フランクリン                                             | 1989年3月24日   |                        |
| 19   | 041  | 十年ぶりの恋人                 | Blast from the Past           | トム・リッカード         | レニー・リップス                                                                    | 1989年4月7日    |                        |
| 20   | 042  | ジェシー・パニック！           | I'm There for You, Babe       | ジャック・シェア         | キム・ウェイスコフ                                                                  | 1989年4月14日   |                        |
| 21   | 043  | ジェシーの一大決意（前編）     | Luck Be A Lady: Part 1        | ビル・フォスター         | ボブ・フレイザー ロブ・デイムズ マーク・ウォーレン デニス・リンスラー               | 1989年4月28日   |                        |
| 22   | 044  | ジェシーの一大決意（後編）     | Luck Be A Lady: Part 2        | ビル・フォスター         | ボブ・フレイザー ロブ・デイムズ ローレンス・H・ハーツタイン リチャード・H・ロスナー | 1989年5月5日    |                        |

### 第3シーズン
| 話数 | 通算 | タイトル                   | 原題                                      | 監督                 | 脚本                                                             | 放映日 （米国） | 備考         |
| ---- | ---- | -------------------------- | ----------------------------------------- | -------------------- | ---------------------------------------------------------------- | --------------- | ------------ |
| 01   | 045  | タナー家のハワイアンナイト | Tanner's Island                           | ビル・フォスター     | ジェフ・フランクリン                                             | 1989年9月22日   | ハワイ・ロケ |
| 02   | 046  | ボディコンDJ               | Back to School Blues                      | ビル・フォスター     | ジェフ・フランクリン                                             | 1989年9月29日   |              |
| 03   | 047  | ジェシー愛の危機           | Breaking Up Is Hard to Do (in 22 Minutes) | ビル・フォスター     | ジェフ・フランクリン                                             | 1989年10月6日   |              |
| 04   | 048  | ステフの熱き友情           | Nerd for a Day                            | ビル・フォスター     | レニー・リップス                                                 | 1989年10月13日  |              |
| 05   | 049  | パパも親の子               | GrannyTanny                               | ビル・フォスター     | マーク・ウォーレン デニス・リンスラー                            | 1989年10月20日  |              |
| 06   | 050  | ジョーイの挑戦             | Star Search                               | ビル・フォスター     | キム・ウェイスコフ                                               | 1989年11月3日   |              |
| 07   | 051  | 我が家の新入り             | And They Call It Puppy Love               | ビル・フォスター     | ロブ・デイムズ                                                   | 1989年11月10日  |              |
| 08   | 052  | パパは名判事               | Divorce Court                             | ジェフ・フランクリン | マーク・ウォーレン デニス・リンスラー                            | 1989年11月17日  |              |
| 09   | 053  | ア・ブ・ナ・イ・男         | Dr. Dare Rides Again                      | ビル・フォスター     | ロブ・デイムズ                                                   | 1989年11月24日  |              |
| 10   | 054  | 地上最大の誕生日           | The Greatest Birthday on Earth            | ビル・フォスター     | ジェフ・フランクリン                                             | 1989年12月1日   |              |
| 11   | 055  | ステフの不安な夜           | Aftershocks                               | ビル・フォスター     | ジェフ・フランクリン レニー・リップス                            | 1989年12月8日   |              |
| 12   | 056  | ジェシーの横暴             | Joey & Stacey and... Oh, Yeah, Jesse      | ビル・フォスター     | ダグ・マッキンタイア                                             | 1989年12月15日  |              |
| 13   | 057  | 得意なもので勝負           | No More Mr. Dumb Guy                      | ビル・フォスター     | マーク・ウォーレン デニス・リンスラー                            | 1990年1月5日    |              |
| 14   | 058  | DJララバイ                 | Misadventures in Babysitting              | ビル・フォスター     | シャーリー・シェーファー ジュリー・ストラスマン                  | 1990年1月12日   |              |
| 15   | 059  | 恋は妥協から               | Lust in the Dust                          | トム・リッカード     | ボビー・ファイン ジジ・ボーガン                                  | 1990年1月26日   |              |
| 16   | 060  | 傷心のミシェル             | Bye, Bye, Birdie                          | ジェフ・フランクリン | レニー・リップス                                                 | 1990年2月2日    |              |
| 17   | 061  | DJ恋のめばえ               | Thirteen Candles                          | ビル・フォスター     | キム・ウェイスコフ                                               | 1990年2月9日    |              |
| 18   | 062  | 骨折り損のステフ           | Mr. Egghead                               | ビル・フォスター     | ロブ・デイムズ                                                   | 1990年2月16日   |              |
| 19   | 063  | 親子逆転ゲーム             | Those Better Not Be the Day               | ビル・フォスター     | マーク・ウォーレン デニス・リンスラー                            | 1990年2月23日   |              |
| 20   | 064  | ステフのいたずら           | Honey, I Broke the House                  | ビル・フォスター     | キム・ウェイスコフ                                               | 1990年3月9日    |              |
| 21   | 065  | 悲しき誤解                 | Just Say No Way                           | ジェフ・フランクリン | ジェフ・フランクリン                                             | 1990年3月30日   |              |
| 22   | 066  | ミシェルのやきもち         | Three Men and Another Baby                | ビル・フォスター     | レニー・リップス                                                 | 1990年4月13日   |              |
| 23   | 067  | パパはミスター・レディ     | Fraternity Reunion                        | ビル・フォスター     | デビッド・ケッチャム トニー・ディマルコ                          | 1990年4月27日   |              |
| 24   | 068  | みんなでテレソン           | Our Very First Telethon                   | ビル・フォスター     | レニー・リップス シャーリー・シェーファー ジュリー・ストラスマン | 1990年5月4日    |              |

### 第4シーズン
| 話数 | 通算 | タイトル                 | 原題                           | 監督                 | 脚本                                                           | 放映日 （米国） | 備考 |
| ---- | ---- | ------------------------ | ------------------------------ | -------------------- | -------------------------------------------------------------- | --------------- | ---- |
| 01   | 069  | どちらが婚約者？         | Greek Week                     | ジョエル・ズウィック | ジェフ・フランクリン                                           | 1990年9月21日   |      |
| 02   | 070  | わがままプリンセス       | Crimes and Michelle's Demeanor | ジョエル・ズウィック | スコット・スペンサー・ゴードン                                 | 1990年9月28日   |      |
| 03   | 071  | ダブル・Jの独立宣言      | The I.Q. Man                   | ジョエル・ズウィック | マーク・ウォーレン デニス・リンスラー                          | 1990年10月5日   |      |
| 04   | 072  | ステフのつらい一日       | Slumber Party                  | ジョエル・ズウィック | マーティ・クック                                               | 1990年10月12日  |      |
| 05   | 073  | さらば親友               | Good News, Bad News            | ジョエル・ズウィック | エレン・ガイラス                                               | 1990年10月19日  |      |
| 06   | 074  | ジェシーの暴力講座       | A Pinch for a Pinch            | ジョエル・ズウィック | チャールズ・プラット・Jr                                       | 1990年10月26日  |      |
| 07   | 075  | ジョーイの晴れ舞台       | Viva Las Joey                  | ジョエル・ズウィック | マーク・ウォーレン デニス・リンスラー                          | 1990年11月2日   |      |
| 08   | 076  | ダイエット作戦           | Shape Up                       | ジョエル・ズウィック | ジェフ・フランクリン                                           | 1990年11月9日   |      |
| 09   | 077  | ラスト・ダンス           | One Last Kiss                  | ジョエル・ズウィック | レスリー・レイ デビッド・スティーブン・サイモン                | 1990年11月16日  |      |
| 10   | 078  | トラブル・ボーイ出現     | Terror in Tanner Town          | ジョエル・ズウィック | ボイド・ヘイル                                                 | 1990年11月23日  |      |
| 11   | 079  | 疑惑のパーティー         | Secret Admirer                 | ジョエル・ズウィック | エレン・ガイラス                                               | 1990年12月7日   |      |
| 12   | 080  | パパは大忙し             | Danny in Charge                | ジョエル・ズウィック | ステイシー・ハー ボイド・ヘイル スコット・スペンサー・ゴードン | 1990年12月14日  |      |
| 13   | 081  | ジョーイの幸せな夜       | Happy New Year                 | ジョエル・ズウィック | ジェフ・フランクリン                                           | 1990年12月28日  |      |
| 14   | 082  | 笑ってベイビー           | Working Girl                   | ジョエル・ズウィック | マーク・ウォーレン デニス・リンスラー                          | 1991年1月4日    |      |
| 15   | 083  | D.J.マイ・ガール         | Ol' Brown Eyes                 | ジョエル・ズウィック | エレン・ガイラス ボイド・ヘイル                                | 1991年1月11日   |      |
| 16   | 084  | ステフの先手必勝         | Stephanie Gets Framed          | ジョエル・ズウィック | ダグ・マッキンタイア                                           | 1991年1月25日   |      |
| 17   | 085  | 金魚はお風呂好き？       | A Fish Called Martin           | ジョエル・ズウィック | レスリー・レイ デビッド・スティーブン・サイモン                | 1991年2月1日    |      |
| 18   | 086  | ザ・ウェディング（前編） | The Wedding: Part 1            | ジョエル・ズウィック | ジェフ・フランクリン                                           | 1991年2月8日    |      |
| 19   | 087  | ザ・ウェディング（後編） | The Wedding: Part 2            | ジョエル・ズウィック | ジェフ・フランクリン                                           | 1991年2月15日   |      |
| 20   | 088  | レベッカの決心           | Fuller House                   | ジョエル・ズウィック | レスリー・レイ デビッド・スティーブン・サイモン                | 1991年2月22日   |      |
| 21   | 089  | パパをごまかせ           | The Hole-in-the-Wall Gang      | ジョエル・ズウィック | クレイグ・ヘラー ガイ・シュルマン                              | 1991年3月1日    |      |
| 22   | 090  | ステフはM.V.P.           | Stephanie Plays the Field      | ジョエル・ズウィック | マーク・フィンク                                               | 1991年3月8日    |      |
| 23   | 091  | 家族の星ジョーイ         | Joey Goes Hollywood            | ジョエル・ズウィック | レスリー・レイ デビッド・スティーブン・サイモン                | 1991年3月29日   |      |
| 24   | 092  | 悩み多きレベッカ         | Girls Just Wanna Have Fun      | ジョエル・ズウィック | マーク・ウォーレン デニス・リンスラー                          | 1991年4月1日    |      |
| 25   | 093  | 子供たちの巣立ち         | The Graduates                  | ジョエル・ズウィック | エレン・ガイラス                                               | 1991年4月26日   |      |
| 26   | 094  | ジェシー新たなる出発     | Rock the Cradle                | ジョエル・ズウィック | ボイド・ヘイル                                                 | 1991年5月3日    |      |

### 第5シーズン
| 話数 | 通算 | タイトル                 | 原題                                   | 監督                 | 脚本                                                   | 放映日 （米国） | 備考 |
| ---- | ---- | ------------------------ | -------------------------------------- | -------------------- | ------------------------------------------------------ | --------------- | ---- |
| 01   | 095  | ダブル・トラブル         | Double Trouble                         | ジョエル・ズウィック | ジェフ・フランクリン                                   | 1991年9月17日   |      |
| 02   | 096  | ミシェルの花嫁探し       | Matchmaker Michelle                    | ジョエル・ズウィック | エレン・ガイラス                                       | 1991年9月24日   |      |
| 03   | 097  | ひとり部屋獲得作戦       | Take My Sister, Please                 | ジョエル・ズウィック | マーク・ウォーレン デニス・リンスラー                  | 1991年10月1日   |      |
| 04   | 098  | 子離れできないパパ       | Oh Where, Oh Where, Has My Little Girl | ジョエル・ズウィック | マーク・フィンク                                       | 1991年10月8日   |      |
| 05   | 099  | 悪あがきジェシー         | The King and I                         | ジョエル・ズウィック | デビッド・ポロック エリアス・デイビス                  | 1991年10月15日  |      |
| 06   | 100  | ラッキー・ジョーイ       | The Legend of Ranger Joe               | ジョエル・ズウィック | ボイド・ヘイル                                         | 1991年10月22日  |      |
| 07   | 101  | 世代を超えた大親友       | The Volunteer                          | ジョエル・ズウィック | マーク・ウォーレン デニス・リンスラー                  | 1991年10月29日  |      |
| 08   | 102  | ダンシング・ステフ       | Gotta Dance                            | ジョエル・ズウィック | ステイシー・ハー                                       | 1991年11月5日   |      |
| 09   | 103  | ツインズ誕生（前編）     | Happy Birthday, Babies: Part 1         | ジェフ・フランクリン | ジェフ・フランクリン                                   | 1991年11月12日  |      |
| 10   | 104  | ツインズ誕生（後編）     | Happy Birthday, Babies: Part 2         | ジョエル・ズウィック | ジェフ・フランクリン                                   | 1991年11月12日  |      |
| 11   | 105  | どっちがどっち？         | Nicky And/Or Alexander                 | ジョエル・ズウィック | エレン・ガイラス                                       | 1991年11月19日  |      |
| 12   | 106  | パパはデート疲れ         | Bachelor of the Month                  | ジョエル・ズウィック | トム・ブルクハルト                                     | 1991年11月26日  |      |
| 13   | 107  | ミシェル・ライダー       | Easy Rider                             | ジョエル・ズウィック | ジェフ・シメル                                         | 1991年12月3日   |      |
| 14   | 108  | DJの良心                 | Sisters in Crime                       | ジョエル・ズウィック | ボイド・ヘイル                                         | 1991年12月17日  |      |
| 15   | 109  | それぞれの再出発         | Play It Again, Jess                    | ジョエル・ズウィック | マーク・ウォーレン デニス・リンスラー                  | 1992年1月7日    |      |
| 16   | 110  | ステフ10歳の日に         | Crushed                                | ジョエル・ズウィック | ダイアナ・"ジェニー"・エアーズ スーザン・セバスチャン  | 1992年1月14日   |      |
| 17   | 111  | 負け方の美学             | Spellbound                             | ジョエル・ズウィック | マーク・ウォーレン デニス・リンスラー                  | 1992年1月28日   |      |
| 18   | 112  | タナー家の珍客           | Too Much Monkey Business               | ジョエル・ズウィック | デビッド・ポロック                                     | 1992年2月11日   |      |
| 19   | 113  | ミシェルの中の悪魔       | The Devil Made Me Do It                | ジョエル・ズウィック | ニコラス・ウォール ジェーン・パリス エリアス・デイビス | 1992年2月18日   |      |
| 20   | 114  | ドライビング・ミス・D.J. | Driving Miss D.J.                      | ジョエル・ズウィック | マーク・フィンク                                       | 1992年2月25日   |      |
| 21   | 115  | わがまま家族             | Yours, Mine and Ours                   | ビル・ペティ         | ステイシー・ハー                                       | 1992年3月3日    |      |
| 22   | 116  | パパの大変身             | The Trouble with Danny                 | ジョエル・ズウィック | エレン・ガイラス デビッド・ポロック                    | 1992年3月17日   |      |
| 23   | 117  | D.J.危うし！             | Five's a Crowd                         | ジョエル・ズウィック | エレン・ガイラス                                       | 1992年3月31日   |      |
| 24   | 118  | 男の子になりたい         | Girls Will Be Boys                     | ジョエル・ズウィック | トム・ブルクハルト ステイシー・ハー                    | 1992年4月28日   |      |
| 25   | 119  | フォーエバー再び（前編） | Captain Video: Part 1                  | ジョエル・ズウィック | マーク・フィンク ボイド・ヘイル                        | 1992年5月5日    |      |
| 26   | 120  | フォーエバー再び（後編） | Captain Video: Part 2                  | ジョエル・ズウィック | マーク・ウォーレン デニス・リンスラー                  | 1992年5月12日   |      |

### 第6シーズン
| 話数 | 通算 | タイトル                   | 原題                              | 監督                 | 脚本                                                     | 放映日 （米国） | 備考                     |
| ---- | ---- | -------------------------- | --------------------------------- | -------------------- | -------------------------------------------------------- | --------------- | ------------------------ |
| 01   | 121  | とんだ海外旅行             | Come Fly with Me                  | ジョエル・ズウィック | マーク・ウォーレン デニス・リンスラー                    | 1992年9月22日   |                          |
| 02   | 122  | さよならテディ             | The Long Goodbye                  | ジョエル・ズウィック | エレン・ガイラス                                         | 1992年9月29日   |                          |
| 03   | 123  | いざトーキョー・ツアー     | Road to Tokyo                     | ジョエル・ズウィック | ケン・ヘクト                                             | 1992年10月6日   | 日本・ロケ               |
| 04   | 124  | コンビ復活！               | Radio Days                        | リチャード・コレル   | トム・ブルクハルト                                       | 1992年10月13日  |                          |
| 05   | 125  | 深まれば愛                 | Lovers and Other Tanners          | ジョエル・ズウィック | ジェイ・アブラモウィッツ                                 | 1992年10月20日  |                          |
| 06   | 126  | 逆戻りジェシー             | Educating Jesse                   | ジョエル・ズウィック | トム・ブルクハルト                                       | 1992年10月27日  |                          |
| 07   | 127  | 燃えるツインズ大会         | Trouble in Twin Town              | ジョエル・ズウィック | エレン・ガイラス                                         | 1992年11月10日  |                          |
| 08   | 128  | 世界一のワキ役             | The Play's the Thing              | ジョエル・ズウィック | トム・アムンドセン                                       | 1992年11月17日  |                          |
| 09   | 129  | 栄光のシュート             | Nice Guys Finish First            | ジョエル・ズウィック | ジェイミー・テイサム チャック・テイサム                  | 1992年11月24日  |                          |
| 10   | 130  | ステフの反乱               | I'm Not D.J.                      | リチャード・コレル   | サリ・カッツ グロリア・ケッテラー                        | 1992年12月1日   |                          |
| 11   | 131  | ママの偵察訪問             | Designing Mothers                 | ジョエル・ズウィック | サリ・カッツ グロリア・ケッテラー                        | 1992年12月8日   |                          |
| 12   | 132  | ブルー・クリスマス         | A Very Tanner Christmas           | ジョエル・ズウィック | ジェイ・アブラモウィッツ                                 | 1992年12月15日  |                          |
| 13   | 133  | ステフ、女心ゆれて         | The Dating Game                   | ジョエル・ズウィック | ジェリー・ウィニック                                     | 1993年1月5日    |                          |
| 14   | 134  | バースデー・ブルース       | Birthday Blues                    | ジョン・トレイシー   | マーク・フィンク                                         | 1993年1月19日   |                          |
| 15   | 135  | 我が家の受験地獄           | Be True to Your Pre-School        | ジョエル・ズウィック | トム・アムンドセン                                       | 1993年1月26日   |                          |
| 16   | 136  | 花嫁は6歳？                | The Heartbreak Kid                | ジョエル・ズウィック | キャシー・ユング                                         | 1993年2月9日    |                          |
| 17   | 137  | それぞれの家族             | Silence Is Not Golden             | ジョエル・ズウィック | ケン・ヘクト                                             | 1993年2月16日   |                          |
| 18   | 138  | 恐竜バラバラ事件           | Please Don't Touch the Dinosaur   | ジョン・トレイシー   | ジェイミー・テイサム チャック・テイサム                  | 1993年2月23日   |                          |
| 19   | 139  | 12年目の卒業式             | Subterranean Graduation Blues     | ジョン・トレイシー   | マーク・ウォーレン デニス・リンスラー トム・ブルクハルト | 1993年3月2日    |                          |
| 20   | 140  | アダになった贈り物         | Grand Gift Auto                   | ジョン・トレイシー   | エレン・ガイラス                                         | 1993年2月16日   |                          |
| 21   | 141  | 生放送は大混乱             | Room for One More                 | トム・リッカード     | マーク・ウォーレン デニス・リンスラー ステイシー・ハー   | 1993年4月6日    |                          |
| 22   | 142  | ユーワクの夜               | Prom Night                        | ジョエル・ズウィック | エイドリアン・アームストロング マーティ・クック          | 1993年5月4日    |                          |
| 23   | 143  | ラブリー・ホリデー（前編） | The House Meets the Mouse: Part 1 | ジョエル・ズウィック | マーク・ウォーレン デニス・リンスラー                    | 1993年5月11日   | ディズニーワールド・ロケ |
| 24   | 144  | ラブリー・ホリデー（後編） | The House Meets the Mouse: Part 2 | ジョエル・ズウィック | マーク・ウォーレン デニス・リンスラー                    | 1993年5月18日   | ディズニーワールド・ロケ |

### 第7シーズン
| 話数 | 通算 | タイトル           | 原題                             | 監督                 | 脚本                                                                                            | 放映日 （米国） | 備考 |
| ---- | ---- | ------------------ | -------------------------------- | -------------------- | ----------------------------------------------------------------------------------------------- | --------------- | ---- |
| 01   | 145  | スリラー・ナイト   | It Was a Dark and Stormy Night   | ジョン・トレイシー   | マーク・ウォーレン デニス・リンスラー                                                           | 1993年9月14日   |      |
| 02   | 146  | 危険な一人暮らし   | The Apartment                    | ジョン・トレイシー   | トム・ブルクハルト                                                                              | 1993年9月21日   |      |
| 03   | 147  | 恥は笑い飛ばそう   | Wrong-Way Tanner                 | ジョン・トレイシー   | ジェイミー・テイサム チャック・テイサム                                                         | 1993年9月28日   |      |
| 04   | 148  | ジェシー流子育て   | Tough Love                       | ジョエル・ズウィック | エレン・ガイラス                                                                                | 1993年10月5日   |      |
| 05   | 149  | 勇気ある選択       | Fast Friends                     | ジョン・トレイシー   | ボブ・サンド                                                                                    | 1993年10月12日  |      |
| 06   | 150  | ジェシーへの遺言   | Smash Club: the Next Generation  | ジョン・トレイシー   | キャロリン・オミネ                                                                              | 1993年10月19日  |      |
| 07   | 151  | キスはイヤイヤ     | High Anxiety                     | ジョン・トレイシー   | トム・アムンドセン                                                                              | 1993年10月26日  |      |
| 08   | 152  | ジェシー最悪の日   | Another Opening, Another No Show | ジョエル・ズウィック | エリアス・デイビス トム・ブルクハルト                                                           | 1993年11月2日   |      |
| 09   | 153  | ミシェル抗議する！ | The Day of The Rhino             | ジェームズ・オキーフ | アダム・I・ラピダス                                                                             | 1993年11月9日   |      |
| 10   | 154  | とんだ浮気騒動     | The Prying Game                  | ジョン・トレイシー   | エレン・ガイラス                                                                                | 1993年11月16日  |      |
| 11   | 155  | 自転車ドロボー     | The Bicycle Thief                | ジョン・トレイシー   | ジェイミー・テイサム チャック・テイサム                                                         | 1993年11月23日  |      |
| 12   | 156  | 個性は2つ          | Support Your Local Parents       | ジェームズ・オキーフ | ボブ・サンド                                                                                    | 1993年11月30日  |      |
| 13   | 157  | 恋のピリオド       | The Perfect Couple               | ジョン・トレイシー   | マーク・ウォーレン デニス・リンスラー                                                           | 1993年12月14日  |      |
| 14   | 158  | ライバルの涙       | Is It True About Stephanie?      | ジョエル・ズウィック | キャロリン・オミネ                                                                              | 1994年1月4日    |      |
| 15   | 159  | 進学！ザ・テスト   | The Test                         | ジョン・トレイシー   | リンダ・レイン ダン・チェイシン                                                                 | 1994年1月11日   |      |
| 16   | 160  | ジョーイ絶好調     | Joey's Funny Valentine           | ジョン・トレイシー   | アダム・I・ラピダス                                                                             | 1994年1月25日   |      |
| 17   | 161  | 思い出のダンス     | The Last Dance                   | ジョン・トレイシー   | トム・アムンドセン                                                                              | 1994年2月8日    |      |
| 18   | 162  | 疑惑のいとこ       | Kissing Cousins                  | ジョン・トレイシー   | トム・ブルクハルト                                                                              | 1994年2月15日   |      |
| 19   | 163  | 恋人から友達へ     | Love On The Rocks                | トム・リッカード     | エレン・ガイラス                                                                                | 1994年3月1日    |      |
| 20   | 164  | 女の意地にかけて   | Michelle a la Cart               | ジョン・トレイシー   | キャシー・ユング                                                                                | 1994年3月15日   |      |
| 21   | 165  | 親友はどっちだ？   | Be Your Own Best Friend          | ジョエル・ズウィック | マーク・ウォーレン デニス・リンスラー トム・アムンドセン エレン・ガイラス                       | 1994年4月5日    |      |
| 22   | 166  | 幸せな一夜         | A Date with Fate                 | ジョエル・ズウィック | マーク・ウォーレン デニス・リンスラー ボブ・サンド ジェイミー・テイサム チャック・テイサム      | 1994年5月3日    |      |
| 23   | 167  | 必死の場つなぎ     | Too Little Richard Too Late      | ジョン・トレイシー   | マーク・ウォーレン デニス・リンスラー エリアス・デイビス                                        | 1994年5月10日   |      |
| 24   | 168  | 我が家は渡さない   | A House Divided                  | ジョエル・ズウィック | マーク・ウォーレン デニス・リンスラー トム・ブルクハルト アダム・I・ラピダス キャロリン・オミネ | 1994年5月17日   |      |

### 第8シーズン
| 話数 | 通算 | タイトル               | 原題                         | 監督                 | 脚本                                                                         | 放映日 （米国） | 備考 |
| ---- | ---- | ---------------------- | ---------------------------- | -------------------- | ---------------------------------------------------------------------------- | --------------- | ---- |
| 01   | 169  | コメットの恋路         | Comet's Excellent Adventure  | ジョエル・ズウィック | マーク・ウォーレン デニス・リンスラー                                        | 1994年9月27日   |      |
| 02   | 170  | 親の心子知らず         | Breaking Away                | ジョエル・ズウィック | トム・アムンドセン                                                           | 1994年10月4日   |      |
| 03   | 171  | ステフの危ない夜       | Making Out Is Hard to Do     | ジョエル・ズウィック | キャロリン・オミネ                                                           | 1994年10月11日  |      |
| 04   | 172  | 秘密は楽しい？         | I've Got a Secret            | ジョエル・ズウィック | エレン・ガイラス                                                             | 1994年10月18日  |      |
| 05   | 173  | 笑わせてジョーイ       | To Joey, with Love           | ジョエル・ズウィック | ジェイミー・テイサム チャック・テイサム                                      | 1994年10月25日  |      |
| 06   | 174  | ロバがやってきた       | You Pet It, You Bought It    | ジョエル・ズウィック | グレッグ・フィールズ                                                         | 1994年11月1日   |      |
| 07   | 175  | 秘密の恋人             | On the Road Again            | トム・リッカード     | エレン・ガイラス                                                             | 1994年11月8日   |      |
| 08   | 176  | ミシェルの悪知恵       | Claire and Present Danger    | ジョエル・ズウィック | トム・アムンドセン                                                           | 1994年11月22日  |      |
| 09   | 177  | 姉の思いやり           | Stephanie's Wild Ride        | ジョン・トレイシー   | アダム・I・ラピダス                                                          | 1994年11月29日  |      |
| 10   | 178  | キミーの大失態         | Under the Influence          | ジョン・トレイシー   | アダム・I・ラピダス                                                          | 1994年12月6日   |      |
| 11   | 179  | さびしいイブの夜       | Arrest Ye Merry Gentleman    | ジョン・トレイシー   | キャロリン・オミネ                                                           | 1994年12月13日  |      |
| 12   | 180  | D.J.愛の選択           | D.J.'s Choice                | ジョン・トレイシー   | マーク・フィンク                                                             | 1995年1月3日    |      |
| 13   | 181  | レベッカの昇進         | The Producer                 | ジェームズ・オキーフ | ダイアナ・ダービー                                                           | 1995年1月10日   |      |
| 14   | 182  | 我が家で観戦           | Super Bowl Fun Day           | ジョエル・ズウィック | ジェイミー・テイサム チャック・テイサム                                      | 1995年1月25日   |      |
| 15   | 183  | ミシェルの悪夢         | My Left and Right Foot       | トム・リッカード     | エレン・ガイラス                                                             | 1995年1月31日   |      |
| 16   | 184  | 父のプライド           | Air Jesse                    | ジョエル・ズウィック | ローリー・パレス                                                             | 1995年2月7日    |      |
| 17   | 185  | ふられたミシェル       | Dateless in San Francisco    | ジョエル・ズウィック | グレッグ・フィールズ                                                         | 1995年2月14日   |      |
| 18   | 186  | チョベリバ・バンド     | We Got the Beat              | ジョン・トレイシー   | マーク・ウォーレン デニス・リンスラー                                        | 1995年2月21日   |      |
| 19   | 187  | キミーが花嫁？         | Taking the Plunge            | ジョン・トレイシー   | トム・アムンドセン                                                           | 1995年2月28日   |      |
| 20   | 188  | イタズラ決定版！       | Up on the Roof               | ジョン・トレイシー   | デビッド・ヴァリエール マット・ミラー バリー・ネドラー                       | 1995年3月14日   |      |
| 21   | 189  | レベッカの大冒険       | Leap of Faith                | ジョエル・ズウィック | ジェイミー・テイサム チャック・テイサム                                      | 1995年3月21日   |      |
| 22   | 190  | パパが運んだ恋         | All Stood Up                 | ジョエル・ズウィック | マーク・ウォーレン デニス・リンスラー キャロリン・オミネ アダム・I・ラピダス | 1995年4月4日    |      |
| 23   | 191  | 抱きしめて家族（前編） | Michelle Rides Again: Part 1 | ジョエル・ズウィック | マーク・ウォーレン デニス・リンスラー アダム・I・ラピダス                    | 1995年5月23日   |      |
| 24   | 192  | 抱きしめて家族（後編） | Michelle Rides Again: Part 2 | ジョエル・ズウィック | マーク・ウォーレン デニス・リンスラー キャロリン・オミネ                     | 1995年5月23日   |      |

## 日本語版制作スタッフ
- 翻訳：岩本令
- 演出：伊達康将、木村絵理子
- 調整：高久孝雄
- 効果：倉橋静男

## リリース・関連商品

### 作品DVD
- ファースト・シーズン コレクターズ・ボックス（2005年8月26日 日本版発売）
- セカンド・シーズン コレクターズ・ボックス（2006年2月3日 日本版発売）
- サード・シーズン　コレクターズ・ボックス（2006年8月4日　日本版発売）
- フォース・シーズン　コレクターズ・ボックス（2006年12月8日　日本版発売）
- フィフス・シーズン　コレクターズ・ボックス（2007年7月13日　日本版発売）
- シックス・シーズン　コレクターズ・ボックス（2007年12月21日　日本版発売）
- セブンス・シーズン　コレクターズ・ボックス（2008年6月5日　日本版発売）
- エイト・シーズン　コレクターズ・ボックス（2008年10月22日　日本版発売）
- 1st-8th コンプリートボックス（初回限定生産　2008年10月22日　日本版発売）

なお、米国版もエイス・シーズンまで発売されており、パッケージには北米向けを示す「リージョンコード1」と記されているが、実際のリージョンコードは「ALL」であり、日本向けのリージョンコード2のDVDプレーヤーで再生すると、冒頭に日本語で著作権に関する警告文が表示される。米国版の方が安価であるが音声は英語のみの収録となっている。
また日本版のリージョンコードも「ALL」であり、リージョンコード1のDVDプレーヤーで再生すると、英語でFBIによる著作権に関する警告文が表示される。

### 音楽CD
- 『Television's Greatest Hits, Vol.7: Cable Ready』（オリジナル盤：1989年12月17日、米国発売）
番組のOPテーマソング「Everywhere You Look」が収録されている。

### 書籍
- 『フルハウス ステフ&ミシェル（1）』（2007年2月 マッグガーデン）
- 『フルハウス ステフ&ミシェル（2）』（2007年2月 マッグガーデン）
- 『フルハウス （1）』（2006年2月 竹書房）

## その他

### トリビア
- ダニー役は当初ジョン・ポージーが演じる予定であり、パイロット版の撮影までされていた。しかし、元々の有力候補であったサゲットが出演を熱望したため、サゲットに変更された。一部シーンが撮り直されたため、第1話ではサゲットの出演シーン以外で登場人物（特にミシェル）の顔が変わっている。また、計画段階ではポール・ライザーが候補に挙がっていたことが明かされている。
- 第6シーズン第3話「いざトーキョー・ツアー」のジェシーの控え室をよく見ると、「六甲のおいしい水」や、ウルトラマンのバルタン星人、ネロンガのソフビ人形が映っている。
- 日本においても番組の人気が出たことから、ジェシー役のジョン・ステイモスは実際に日本で音楽をリリースする計画があったが、諸事情により中止となってしまった。
- ボブ・サゲットとジェイミー・ケネディの共演作「ローリング・ウィズ・サゲット」では、本作にまつわる言葉が多く出てくる。また、サゲットのスタンダップ・コメディには「Danny Tanner was not gay （ダニー・タナーはゲイではなかった）」という持ちネタがある。
- 第1シーズン、第21話「我が家のプレスリー（Mad Money）」でジェシーがエルヴィス・プレスリーのそっくりさんで熱唱するコンサートの場面で観客の中にステイモスの実母が登場する。
- 第6シーズン第20話のエンディングでは『ゆかいなブレディー家』のオープニングのパロディが登場する。
- 本シリーズは第9シーズンも計画されていた。しかし、放送局がABCからワーナー・ブラザースに変更されることが決まっていたため、この件に不満を抱いたステイモスは番組からの離脱を発表した。キャンディス・キャメロン・ブレも学業を理由に俳優一時休業することを発表。2人の降板がこの番組に大きな影響を与えたために第9シーズンの制作がキャンセルされ、ABCの第8シーズンが本作の事実上の最終シーズンとなった。
- 作中でジョーイが愛用していたパペット「Mr.ウッドチャック」は、番組終了後にクーリエが引き取ったが、クーリエの愛犬がかぶりつき顔半分を引きちぎってしまい、無残な状態となった[17]。
- 番組終了から20年近く経過した現在でも共演者間の親交が続いている。特にジョディ・スウィーティンにとっては、2005年に薬物中毒が発覚した際に共演者からの激励を受けて治療を決意し無事に克服するなど、非常に大きな存在となっている。

### クロスオーバー
- 製作指揮者のジェフ・フランクリンが手掛けたもう一つのシットコム『Hangin' with Mr. Cooper』（日本未公開）の第2話は本作とのクロスオーバーである。内容は、同作主人公がミシェルのクラスの代理教師を務めるものである。ミシェルのほかにジェシー、デニーズ、アーロンが登場する。また、デニーズはこのエピソードを含めて同作に3回登場する。
- ボブ・サゲットが司会を務めた『America's Funniest Home Videos』では、タナー家のリビングでジェシーとジョーイが同番組を視聴するというプロローグが登場する放送回が存在する。